# 5-Fluorcytosin
5-Fluorcytosin (oft auch 5-Flucytosin oder kurz Flucytosin; Handelsname: Ancotil) ist eine heterocyclische organische Verbindung mit einem fluorierten Pyrimidingrundgerüst. Es ist ein Derivat der Nukleinbase Cytosin mit einem zusätzlichen Fluor an Position 5. Es wird als systemisches Antimykotikum zur Behandlung von Mykosen verwendet.

## Pharmakologie
5-Fluorcytosin gilt als Prodrug. Durch eine Cytosin-Permease wird es in die Pilzzelle aufgenommen und dort im Zytoplasma sofort durch die Cytosin-Desaminase zu 5-Fluoruracil desaminiert. Die Desaminierung von 5-Fluorcytosin zu 5-Fluoruracil erfolgt in den Zellen von Säugetieren nicht oder nur in geringem Maße. Ob 5-Fluorcytosin in Menschen als Karzinogen wirken kann, ist nicht bekannt.

Desaminierung von 5-Fluorcytosin zu 5-Fluoruracil

5-Fluorcytosin inhibiert die DNA-Synthese und kann zur Bildung fehlerhafter RNA führen, womit es fungistatisch (pilzwachstumshemmend) wirkt. 5-Fluorcytosin wirkt gegen Candida-Arten (hier gibt es aber teilweise schon Resistenzen), Aspergillus-Arten, Kryptokokken und weitere Pilze. Um weiteren Resistenzbildungen vorzubeugen und wegen Lücken im Wirkungsspektrum, wird es häufig mit Amphotericin B kombiniert (Lücken bestehen für dimorphe Pilze, Schimmelpilze, Zygomyzeten und Fusarium). Bei Anwendung von 5-Fluorcytosin sind Plasmaspiegelbestimmungen erforderlich.